# Vladimír Dryml
Vladimír Dryml (* 15. březen 1952 Kolín) byl v letech 2008 až 2014 senátor za obvod č. 45 – Hradec Králové a v letech 2010 až 2014 zastupitel města Vrchlabí. Do Senátu byl původně zvolen za Českou stranu sociálně demokratickou, v srpnu 2012 z ní však vystoupil a přešel do Strany Práv Občanů ZEMANOVCI. V září 2013 byl ze SPOZ vyloučen.
Mezi lety 2008–2012 zastával funkci zastupitele v Královéhradeckém kraji. Koncem 80. let byl členem KSČ.

## Život
Narodil se roku 1952 v Kolíně. Po studiích na Lékařské fakultě Univerzity Karlovy v Hradci Králové působil jako chirurg v několika nemocnicích (nejdéle v Českých Budějovicích). Od roku 1987 byl členem KSČ, z které vystoupil během sametové revoluce. Počátkem 90. let působil jako lodní lékař, po roce 1995 pracoval ve Sdružení podnikatelů a vstoupil do České strany sociálně demokratické. Posléze působil jako ředitel nemocnice ve Vrchlabí, náměstek ministra zdravotnictví Davida Ratha a v letech 2008 až 2014 též jako senátor původně zvolený za ČSSD.
Poté, co se v roce 2008 snažil o zdiskreditování své stranické rivalky Hany Orgoníkové, na niž se pokoušel najmout detektivy, ho 23. února 2009 krajští zastupitelé vyloučili z klubu a později byl také odvolán z místa vicehejtmana Královéhradeckého kraje. V reakci Dryml během několika dnů zveřejnil kompromitující údaje o ČSSD.
V srpnu 2012 přestoupil z ČSSD do SPOZ. Počátkem roku 2013 se v Senátu stal předsedou nově vzniklého klubu tvořeného členy SPOZ, KSČM a jedním členem hnutí Severočeši.cz. Po vyloučení ze SPOZ na podzim 2013 senátní klub (a tudíž i jeho vedení) opustil.
Ve volbách do Evropského parlamentu v roce 2014 kandidoval na 6. místě kandidátky České Suverenity, ale neuspěl. V komunálních volbách v roce 2014 kandidoval jako nestraník za subjekt "Hradec náš DOMOV" do Zastupitelstva města Hradce Králové, ale neuspěl.
Ve volbách do Senátu PČR v roce 2014 obhajoval svůj mandát v obvodu č. 45 – Hradec Králové jako nestraník za stranu DOMOV. Se ziskem 1,87 % hlasů však skončil na předposledním 10. místě a nepostoupil tak ani do druhého kola.
V březnu 2016 byl propuštěn z pozice ředitele soukromé česko-německé horské nemocnice ve Vrchlabí, důvody komentovat nechtěl. Ve volbách do Senátu PČR v roce 2016 se pokoušel o návrat do horní komory jako nestraník za hnutí Úsvit – Národní Koalice v obvodu č. 37 – Jičín. Se ziskem 3,18 % hlasů skončil na posledním 7. místě a do druhého kola nepostoupil.
V krajských volbách v roce 2016 kandidoval do Zastupitelstva Královéhradeckého kraje jako nestraník za stranu DOMOV s BLOKEM PROTI ISLAMIZACI, ale neuspěl.
Ve volbách do Evropského parlamentu v květnu 2019 kandidoval na 5. místě kandidátky strany Česká Suverenita, ale zvolen nebyl.
Ve volbách do Senátu PČR v roce 2020 kandidoval jako nestraník za hnutí PRO Zdraví a Sport v obvodu č. 45 – Hradec Králové. Se ziskem 1,17 % hlasů skončil na posledním 11. místě a do druhého kola nepostoupil.
Od roku 2024 je expertem strany ČSSD – Česká suverenita sociální demokracie na zemědělství. Ve volbách do Evropského parlamentu v červnu 2024 kandidoval jako člen strany ČSSD na 8. místě kandidátky uskupení „ČSSD – Česká suverenita sociální demokracie“ (tj. ČSSD, DOMOV a hnutí Směr). Uskupení však získalo pouze 0,25 % hlasů a zvolen tak nebyl.